# Beatrix von Degenschild

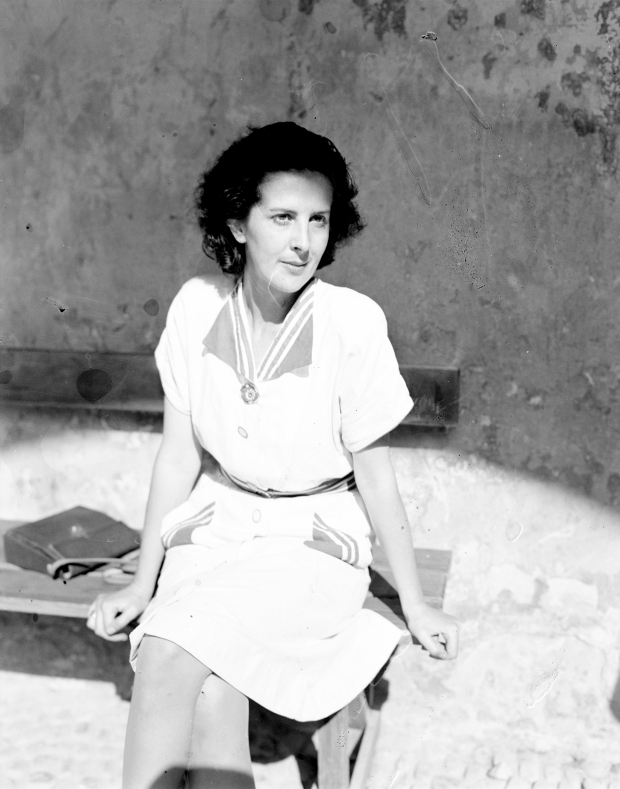
Beatrix von Degenschild 1947 in Salzburg, Österreichische Nationalbibliothek (Katalog)

Beatrix Binder von Degenschild (* 20. September 1916; † 1965) war eine österreichische Schauspielerin.

## Leben
Degenschild war die Tochter von Robert Binder, Ritter von Degenschild. Ihr Bruder war der Ingenieur und Motorradrennfahrer Franz-Josef Binder, Ritter von Degenschild (1908–1960).
Sie war Schauspielerin am Salzburger Landestheater; ab 1947 war sie als Burgschauspielerin am Wiener Burgtheater engagiert. Zu ihren Bühnenrollen dort gehörten unter anderem: Agnes Sorel in Die Jungfrau von Orleans (1950), Francine in Gesang im Feuerofen von Carl Zuckmayer (1951), Leonardos Frau in Bluthochzeit (1951), Ismene in Ödipus auf Kolonos (1952), Bertha in Die Verschwörung des Fiesco zu Genua (1952), Margaretha in Viel Lärm um nichts (1952) und Mrs. Cooper in Ein Tag mit Edward von Hans Friedrich Kühnelt (1952). Sie wirkte auch bei den Salzburger Festspielen mit.
Als Filmschauspielerin spielte sie in dem Fernsehfilm Der Färber und sein Zwillingsbruder; in der Fernsehaufzeichnung einer Live-Aufführung aus dem Wiener Burgtheater sah man sie 1960 als Marquisin Mondecar in Don Carlos.
Aus der Ehe mit Fritz Haneke ging der Regisseur Michael Haneke hervor. In zweiter Ehe war sie mit dem Komponisten Alexander Steinbrecher verheiratet.